# Copa Real Federación Española de Fútbol (fase autonómica de la Comunidad Valenciana)
La fase autonómica de la Comunidad Valenciana de la Copa Real Federación Española de Fútbol, es un campeonato oficial organizado por la Federación de Fútbol de la Comunidad Valenciana (FFCV), bajo el auspicio de la Real Federación Española de Fútbol (RFEF), que enfrenta anualmente a algunos equipos de Valencia.

## Historia
En la temporada 1993-94 se recupera la Copa Real Federación Española de Fútbol. Esta fase se desarrollará a nivel regional y podrán participar, mediante inscripción voluntaria, todos los equipos de la correspondiente federación territorial, de Primera Federación, Segunda Federación y Tercera Federación, de la pasada temporada que no se hayan clasificado bien a la Copa del Rey, o bien a la fase nacional de la Copa Real Federación Española de Fútbol.
El campeón acude a la fase nacional de la Copa Real Federación Española de Fútbol.
En función de lo que marque el Reglamento de Competiciones de Ámbito Estatal para la temporada, cada federación regional tendrá que comunicar, en fecha que determine el Departamento de Competiciones, el nombre del equipo que hubiese adquirido el derecho para 
participar en la Fase Nacional.

## Ediciones
| Edición | Temporada | Campeón               | Subcampeón                  | Resultado           |
| ------- | --------- | --------------------- | --------------------------- | ------------------- |
| I       | 1993-94   | No se jugó            | -                           | -                   |
| II      | 1994-95   | C. D. Onda            | -                           | -                   |
| III     | 1995-96   | Benidorm C. F.        | -                           | -                   |
| IV      | 1996-97   | Valencia C. F. "B"    | -                           | -                   |
| V       | 1997-98   | Desconocido           | -                           | -                   |
| VI      | 1998-99   | Elche C. F. "B"       | -                           | -                   |
| VII     | 1999-00   | C. D. Onda            | C. D. Olimpic de Xátiva     | 4-0 / 1-1           |
| VIII    | 2000-01   | Burjassot C. F.       | -                           | -                   |
| IX      | 2001-02   | U. D. Alzira          | Elche C. F. "B"             | 2-2 / 2-1           |
| X       | 2002-03   | Levante U. D. "B"     | -                           | -                   |
| XI      | 2003-04   | Levante U. D. "B"     | Elche C. F. "B"             | 1-1 / 2-0           |
| XII     | 2004-05   | C. D. Benicassim      | Elche C. F. "B"             | 2-0 / 2-3           |
| XIII    | 2005-06   | Elche Ilicitano C. F. | C. D. Burriana              | 1-0 / 1-1           |
| XIV     | 2006-07   | Ontiyent C. F.        | Crevillente Deportivo       | 1-1 / 1-0           |
| XV      | 2007-08   | C. F. La Nucía        | Elche Ilicitano C. F.       | 3-0 / 2-0           |
| XVI     | 2008-09   | Villarreal C. F. "B"  | Villajoyosa C. F.           | 1-1 / 2-1           |
| XVII    | 2009-10   | Torrellano C. F.      | Benidorm C. F.              | 3-4 / 2-1           |
| XVIII   | 2010-11   | Crevillente Deportivo | Torrevieja C. F.            | 1-1 / 2-0           |
| XIX     | 2011-12   | Ontiyent C. F.        | Catarroja C. F.             | 2-0 / 1-0           |
| XX      | 2012-13   | Atlético Saguntino    | -                           | Único club inscrito |
| XXI     | 2013-14   | U. D. Alzira          | C. D. Castellón             | 1-1 / 2-1           |
| XXII    | 2014-15   | C. D. Castellón       | Elche Ilicitano C. F.       | 3-1 / 2-4           |
| XXIII   | 2015-16   | Elche Ilicitano C. F. | U. D. Alzira                | 1-0 / 1-1           |
| XXIV    | 2016-17   | Orihuela C. F.        | C. F. Torre Levante Orriols | Triangular          |
| XXV     | 2017-18   | Ontiyent C. F.        | C. F. Torre Levante Orriols | 2-0 / 0-1           |
| XXVI    | 2018-19   | C. D. Roda            | C. F. La Nucía              | 2-0 / 1-1           |
| XXVII   | 2019-20   | F. C. Jove Español    | C. D. Roda                  | 3-1                 |
| XXVIII  | 2020-21   | C. F. Intercity       | Villajoyosa C. F.           | Triangular          |
| XXIX    | 2021-22   | Atzeneta U. E.        | C. D. Roda                  | 0-0 (6:5 pen.)      |
| XXX     | 2022-23   | U. D. Alzira          | C. D. Alcoyano              | 2-1                 |
| XXXI    | 2023-24   | Patacona C. F.        | Atlético Saguntino          | Liga de 5 equipos   |
| XXXII   | 2024-25   | C. F. La Nucía        | C. D. Soneja                | 1-0 / 1-0           |

## Cuadro de campeones
| #  | Equipo                | Títulos | Ediciones                 |
| -- | --------------------- | ------- | ------------------------- |
| 1  | Elche Ilicitano CF    | 3       | 1998-99, 2005-06, 2015-16 |
| 2  | Ontinyent CF          | 3       | 2006-07, 2011-12, 2017-18 |
| 3  | UD Alzira             | 3       | 2001-02, 2013-14, 2022-23 |
| 4  | CD Onda               | 2       | 1994-95, 1999-00          |
| 5  | Levante UD B          | 2       | 2002-03, 2003-04          |
| 6  | Benidorm CF           | 1       | 1995-96                   |
| 7  | Valencia CF Mestalla  | 1       | 1996-97                   |
| 8  | -                     | 1       | 1997-98                   |
| 9  | Burjassot             | 1       | 2000-01                   |
| 10 | CD Benicassim         | 1       | 2004-05                   |
| 11 | CF La Nucía           | 1       | 2007-08                   |
| 12 | Villarreal CF B       | 1       | 2008-09                   |
| 13 | Torrellano CF         | 1       | 2009-10                   |
| 14 | Crevillente Deportivo | 1       | 2010-11                   |
| 15 | At. Saguntino         | 1       | 2012-13                   |
| 16 | CD Castellón          | 1       | 2014-15                   |
| 17 | Orihuela CF           | 1       | 2016-17                   |
| 18 | CD Roda               | 1       | 2018-19                   |
| 19 | FC Jove Español       | 1       | 2019-20                   |
| 20 | CF Intercity          | 1       | 2020-21                   |
| 21 | Atzeneta UE           | 1       | 2021-22                   |
| 22 | Patacona CF           | 1       | 2023-24                   |